# Antapistis holophaea
Antapistis holophaea är en fjärilsart som beskrevs av George Francis Hampson 1926. Antapistis holophaea ingår i släktet Antapistis och familjen nattflyn. Inga underarter finns listade i Catalogue of Life.